# Bennoburg
Die Bennoburg ist eine abgegangene hochmittelalterliche Burg etwa 700 m südwestlich des Hildesheimer Doms der Stadt Hildesheim in Niedersachsen.

## Lage
Die Bennoburg lag südlich der 1332 zerstörten Dammstadt und westlich der nach Alfeld führenden Straße unweit der Wasserläufe Trillke, Altem Wasser und Blänkebach. An die Burg erinnert seit 1921 der Straßenname „Bennoburg“.

## Geschichte
Die Bennoburg gehörte ursprünglich dem Ritter Berthold vom Alten Markt. 1249 war sie im Besitz des Ritters Eberhard von Lutter, einem Vasall der Grafen von Wohldenberg. Weil Eberhard zusammen mit Ministerialen des Bischofs von Hildesheim städtischen Besitz verwüstet hatte, zwangen Vogt und Rat der Stadt Hildesheim mit bischöflicher Zustimmung den Ritter zum Verkauf der Burg, die samt Graben zu zerstören war. Die Burg wurde an den Hildesheimer Bürger Arnold vom Damme und seine Erben verkauft.
Als Ortsbezeichnung erschien die Bennoburg noch 1377 und 1394 in der historischen Überlieferung, 1451 wurde der Bereich der zerstörten Bennoburg erwähnt. Im einstigen Burgbereich wurde um 1388 das Kartäuserkloster Hildesheim gegründet, das nach seiner Zerstörung im Dreißigjährigen Krieg in die Stadt verlegt und 1777 aufgehoben wurde. Von 1873 bis 1887 befand sich auf dem Gelände eine Dampf- und Heil-Badeanstalt.